# Alessandro Malvasia
Alessandro Malvasia (ur. 26 albo 27 kwietnia 1748 w Bolonii, zm. 12 września 1819 w Rawennie) – włoski kardynał.

## Życiorys
Urodził się 26 albo 27 kwietnia 1748 roku w Bolonii, jako syn Cesarego Alberta Malvasia Gabrielliego i Junipery (Ginevry) Gozzadini. Studiował na Uniwersytecie Bolońskim, gdzie uzyskał doktorat utroque iure, a następnie został referendarzem Trybunału Obojga Sygnatur. 19 czerwca 1789 roku przyjął święcenia kapłańskie. 8 marca 1816 roku został kreowany kardynałem prezbiterem i otrzymał kościół tytularny Santa Croce in Gerusalemme. W tym samym roku został legatem w Rawennie. Zmarł tamże 12 września 1819 roku.